# Deputado Irapuan Pinheiro
Deputado Irapuan Pinheiro este un oraș în statul Ceará (CE) din Brazilia.